# 2010-es WTA-szezon
Az alábbi táblázat a 2010-es Women's Tennis Association (WTA) Tourhoz tartozó tornák eredményeit foglalja össze.

## Az év kiemelkedő magyar eredményei
Szávay Ágnes egyéniben győzött Budapesten és Prágában, párosban döntőt játszott Prágában. Czink Melinda párosban döntőt játszott Brisbane-ben.

## Tornák típusai
| Grand Slam-tornák           |
| WTA Premier Mandatory       |
| WTA Premier 5               |
| WTA Premier                 |
| WTA International           |
| WTA Tour Championships      |
| WTA Tournament of Champions |
| Csapatversenyek             |

## Versenynaptár

### Január
| Időpont               | Torna | Győztes                                              | Ellenfél a döntőben                    | Elődöntősök                                                                 | Negyeddöntősök                                                              |
| --------------------- | --- | ---------------------------------------------------- | -------------------------------------- | --------------------------------------------------------------------------- | --------------------------------------------------------------------------- |
| Január 4.             | Hopman-kupa Perth, Ausztrália Hopman-kupa AU$1,000,000 – Kemény (fedett) – 8 csapat                                         | Spanyolország · 2–1                                  | Nagy-Britannia                         | A csoport további csapatai Románia · Amerikai Egyesült Államok · Ausztrália | B csoport további csapatai Kazahsztán · Oroszország · Németország           |
| Január 4.             | Brisbane International Brisbane, Ausztrália WTA International $220,000 – Kemény – 32S/32Q/16D                               | Kim Clijsters 6–3, 4–6, 7–6(6)                       | Justine Henin                          | Andrea Petković Ana Ivanović                                                | Lucie Šafářová Daniela Hantuchová Anasztaszija Pavljucsenkova Czink Melinda |
| Január 4.             | Brisbane International Brisbane, Ausztrália WTA International $220,000 – Kemény – 32S/32Q/16D                               | Andrea Hlaváčková Lucie Hradecká 2–6, 7–6(3), [10–4] | Czink Melinda Arantxa Parra Santonja   | Andrea Petković Ana Ivanović                                                | Lucie Šafářová Daniela Hantuchová Anasztaszija Pavljucsenkova Czink Melinda |
| Január 4.             | ASB Classic Auckland, Új-Zéland WTA International $220,000 – Kemény – 32S/32Q/16D                                           | Yanina Wickmayer 6–3, 6–2                            | Flavia Pennetta                        | Francesca Schiavone Sahar Peér                                              | Dominika Cibulková Alizé Cornet Date Kimiko Marija Kirilenko                |
| Január 4.             | ASB Classic Auckland, Új-Zéland WTA International $220,000 – Kemény – 32S/32Q/16D                                           | Cara Black Liezel Huber 7–6(4), 6–2                  | Natalie Grandin Laura Granville        | Francesca Schiavone Sahar Peér                                              | Dominika Cibulková Alizé Cornet Date Kimiko Marija Kirilenko                |
| Január 11.            | Medibank International Sydney Sydney, Ausztrália WTA Premier $600,000 – Kemény – 30S/32Q/16D                                | Jelena Gyementyjeva 6–3, 6–2                         | Serena Williams                        | Aravane Rezaï Viktorija Azaranka                                            | Vera Dusevina Flavia Pennetta Dominika Cibulková Gyinara Szafina            |
| Január 11.            | Medibank International Sydney Sydney, Ausztrália WTA Premier $600,000 – Kemény – 30S/32Q/16D                                | Cara Black Liezel Huber 6–1, 3–6, [10–3]             | Tathiana Garbin Nagyja Petrova         | Aravane Rezaï Viktorija Azaranka                                            | Vera Dusevina Flavia Pennetta Dominika Cibulková Gyinara Szafina            |
| Január 11.            | Moorilla Hobart International Hobart, Ausztrália WTA International $220,000 – Kemény – 32S/32Q/16D                          | Aljona Bondarenko 6–2, 6–4                           | Sahar Peér                             | Anabel Medina Garrigues Sara Errani                                         | Gisela Dulko Cseng Csie Kirsten Flipkens Carla Suárez Navarro               |
| Január 11.            | Moorilla Hobart International Hobart, Ausztrália WTA International $220,000 – Kemény – 32S/32Q/16D                          | Csuang Csia-zsung Květa Peschke 3–6, 6–3, [10–7]     | Csan Jung-zsan Monica Niculescu        | Anabel Medina Garrigues Sara Errani                                         | Gisela Dulko Cseng Csie Kirsten Flipkens Carla Suárez Navarro               |
| Január 18. Január 25. | 2010-es Australian Open Melbourne, Ausztrália Grand Slam $7,262,973 – Kemény 128S/96Q/64D/32X Egyéni – Páros – Vegyes páros | Serena Williams 6–4, 3–6, 6–2                        | Justine Henin                          | Li Na Cseng Csie                                                            | Viktorija Azaranka Venus Williams Nagyja Petrova Marija Kirilenko           |
| Január 18. Január 25. | 2010-es Australian Open Melbourne, Ausztrália Grand Slam $7,262,973 – Kemény 128S/96Q/64D/32X Egyéni – Páros – Vegyes páros | Serena Williams Venus Williams 6–4, 6–3              | Cara Black Liezel Huber                | Li Na Cseng Csie                                                            | Viktorija Azaranka Venus Williams Nagyja Petrova Marija Kirilenko           |
| Január 18. Január 25. | 2010-es Australian Open Melbourne, Ausztrália Grand Slam $7,262,973 – Kemény 128S/96Q/64D/32X Egyéni – Páros – Vegyes páros | Cara Black Lijendar Pedzs 7–5, 6–3                   | Jekatyerina Makarova Jaroslav Levinský | Li Na Cseng Csie                                                            | Viktorija Azaranka Venus Williams Nagyja Petrova Marija Kirilenko           |

### Február
| Időpont     | Torna | Győztes                                                                                           | Ellenfél a döntőben                                            | Elődöntősök                             | Negyeddöntősök                                                             |
| ----------- | --- | ------------------------------------------------------------------------------------------------- | -------------------------------------------------------------- | --------------------------------------- | -------------------------------------------------------------------------- |
| Február 1.  | Fed-kupa, 1. fordulós mérkőzések Harkiv, Ukrajna – Kemény (fedett) Brno, Csehország – Kemény (fedett) Belgrád, Szerbia – Kemény (fedett) Liévin, Franciaország – Salak (fedett) | 1. forduló győztesei Olaszország 4–1 Csehország 3–2 Oroszország 3–2 Amerikai Egyesült Államok 4–1 | 1. forduló vesztesei Ukrajna Németország Szerbia Franciaország |                                         |                                                                            |
| Február 8.  | Open GDF Suez Párizs, Franciaország WTA Premier $700,000 – Kemény (fedett) – 30S/32Q/16D                                                                                        | Jelena Gyementyjeva 6–7(5), 6–1, 6–4                                                              | Lucie Šafářová                                                 | Melanie Oudin Flavia Pennetta           | Andrea Petković Szávay Ágnes Sahar Peér Tathiana Garbin                    |
| Február 8.  | Open GDF Suez Párizs, Franciaország WTA Premier $700,000 – Kemény (fedett) – 30S/32Q/16D                                                                                        | Iveta Benešová Barbora Záhlavová-Strýcová Az ellenfél visszalépett                                | Cara Black Liezel Huber                                        | Melanie Oudin Flavia Pennetta           | Andrea Petković Szávay Ágnes Sahar Peér Tathiana Garbin                    |
| Február 8.  | PTT Pattaya Open Pattaja, Thaiföld WTA International $220,000 – Kemény – 32S/16Q/16D                                                                                            | Vera Zvonarjova 6–4, 6–4                                                                          | Tamarine Tanasugarn                                            | Jaroszlava Svedova Szeszil Karatancseva | Sybille Bammer Tatjana Malek Jekatyerina Bicskova Anna Csakvetadze         |
| Február 8.  | PTT Pattaya Open Pattaja, Thaiföld WTA International $220,000 – Kemény – 32S/16Q/16D                                                                                            | Marina Erakovic Tamarine Tanasugarn 7–5, 6–1                                                      | Anna Csakvetadze Kszenyija Pervak                              | Jaroszlava Svedova Szeszil Karatancseva | Sybille Bammer Tatjana Malek Jekatyerina Bicskova Anna Csakvetadze         |
| Február 15. | Barclays Dubai Tennis Championships Dubaj, Egyesült Arab Emirátusok WTA Premier 5 $2,000,000 – Kemény – 56S/32Q/28D                                                             | Venus Williams 6–3, 7–5                                                                           | Viktorija Azaranka                                             | Sahar Peér Agnieszka Radwańska          | Li Na Anasztaszija Pavljucsenkova Vera Zvonarjova Regina Kulikova          |
| Február 15. | Barclays Dubai Tennis Championships Dubaj, Egyesült Arab Emirátusok WTA Premier 5 $2,000,000 – Kemény – 56S/32Q/28D                                                             | Nuria Llagostera Vives María José Martínez Sánchez 7–6(5), 6–4                                    | Květa Peschke Katarina Srebotnik                               | Sahar Peér Agnieszka Radwańska          | Li Na Anasztaszija Pavljucsenkova Vera Zvonarjova Regina Kulikova          |
| Február 15. | Cellular South Cup Memphis, Amerikai Egyesült Államok WTA International $220,000 – Kemény (fedett) – 32S/32Q/16D                                                                | Marija Sarapova 6–2, 6–1                                                                          | Sofia Arvidsson                                                | Petra Kvitová Anne Keothavong           | Elena Baltacha Kaia Kanepi Karolina Šprem Melanie Oudin                    |
| Február 15. | Cellular South Cup Memphis, Amerikai Egyesült Államok WTA International $220,000 – Kemény (fedett) – 32S/32Q/16D                                                                | Vania King Michaëlla Krajicek 7–5, 6–2                                                            | Bethanie Mattek-Sands Meghann Shaughnessy                      | Petra Kvitová Anne Keothavong           | Elena Baltacha Kaia Kanepi Karolina Šprem Melanie Oudin                    |
| Február 15. | Copa BBVA Colsanitas Bogotá, Kolumbia WTA International $220,000 – Salak – 32S/32Q/16D                                                                                          | Mariana Duque Mariño 6–4, 6–3                                                                     | Angelique Kerber                                               | Gisela Dulko Arantxa Parra Santonja     | Sandra Záhlavová Pauline Parmentier Sara Errani Klára Zakopalová           |
| Február 15. | Copa BBVA Colsanitas Bogotá, Kolumbia WTA International $220,000 – Salak – 32S/32Q/16D                                                                                          | Gisela Dulko Gallovits Edina 6–2, 7–6(6)                                                          | Olha Szavcsuk Nasztasszja Jakimava                             | Gisela Dulko Arantxa Parra Santonja     | Sandra Záhlavová Pauline Parmentier Sara Errani Klára Zakopalová           |
| Február 22. | Abierto Mexicano Telcel Acapulco, Mexikó WTA International $220,000 – Salak – 32S/32Q/16D                                                                                       | Venus Williams 2–6, 6–2, 6–3                                                                      | Polona Hercog                                                  | Gallovits Edina Carla Suárez Navarro    | Laura Pous Tió Sharon Fichman Gisela Dulko Szávay Ágnes                    |
| Február 22. | Abierto Mexicano Telcel Acapulco, Mexikó WTA International $220,000 – Salak – 32S/32Q/16D                                                                                       | Polona Hercog Barbora Záhlavová-Strýcová 2–6, 6–1, [10–2]                                         | Sara Errani Roberta Vinci                                      | Gallovits Edina Carla Suárez Navarro    | Laura Pous Tió Sharon Fichman Gisela Dulko Szávay Ágnes                    |
| Február 22. | Malaysian Open Kuala Lumpur, Malajzia WTA International $220,000 – Kemény (fedett) – 32S/32Q/16D                                                                                | Alisza Klejbanova 6–3, 6–2                                                                        | Jelena Gyementyjeva                                            | Sybille Bammer Morita Ajumi             | Magdaléna Rybáriková Csang Kaj-csen Anastasia Rodionova Chanelle Scheepers |
| Február 22. | Malaysian Open Kuala Lumpur, Malajzia WTA International $220,000 – Kemény (fedett) – 32S/32Q/16D                                                                                | Csan Jung-zsan Cseng Csie 6–7(4), 6–2, [10–7]                                                     | Anastasia Rodionova Arina Rogyionova                           | Sybille Bammer Morita Ajumi             | Magdaléna Rybáriková Csang Kaj-csen Anastasia Rodionova Chanelle Scheepers |

### Március
| Időpont                 | Torna                                                                                                   | Győztes                                                    | Ellenfél a döntőben            | Elődöntősök                             | Negyeddöntősök                                                               |
| ----------------------- | --- | ---------------------------------------------------------- | ------------------------------ | --------------------------------------- | ---------------------------------------------------------------------------- |
| Március 1.              | Monterrey Open Monterrey, Mexikó WTA International $220,000 – Kemény – 32S/32Q/16D                      | Anasztaszija Pavljucsenkova 1–6, 6–1, 6–0                  | Daniela Hantuchová             | Anastasija Sevastova Dominika Cibulková | Alizé Cornet Klára Zakopalová Szávay Ágnes Vania King                        |
| Március 1.              | Monterrey Open Monterrey, Mexikó WTA International $220,000 – Kemény – 32S/32Q/16D                      | Iveta Benešová Barbora Záhlavová-Strýcová 3–6, 6–4, [10–8] | Anna-Lena Grönefeld Vania King | Anastasija Sevastova Dominika Cibulková | Alizé Cornet Klára Zakopalová Szávay Ágnes Vania King                        |
| Március 8. Március 15.  | BNP Paribas Open Indian Wells, Egyesült Államok WTA Premier Mandatory $4,500,000 – Kemény – 96S/48Q/32D | Jelena Janković 6–2, 6–4                                   | Caroline Wozniacki             | Samantha Stosur Agnieszka Radwańska     | Alisza Klejbanova María José Martínez Sánchez Jelena Gyementyjeva Cseng Csie |
| Március 8. Március 15.  | BNP Paribas Open Indian Wells, Egyesült Államok WTA Premier Mandatory $4,500,000 – Kemény – 96S/48Q/32D | Květa Peschke Katarina Srebotnik 6–4, 2–6, [10–5]          | Nagyja Petrova Samantha Stosur | Samantha Stosur Agnieszka Radwańska     | Alisza Klejbanova María José Martínez Sánchez Jelena Gyementyjeva Cseng Csie |
| Március 22. Március 29. | Sony Ericsson Open Miami, Egyesült Államok WTA Premier Mandatory $4,500,000 – Kemény – 96S/48Q/32D      | Kim Clijsters 6–2, 6–1                                     | Venus Williams                 | Marion Bartoli Justine Henin            | Yanina Wickmayer Agnieszka Radwańska Samantha Stosur Caroline Wozniacki      |
| Március 22. Március 29. | Sony Ericsson Open Miami, Egyesült Államok WTA Premier Mandatory $4,500,000 – Kemény – 96S/48Q/32D      | Gisela Dulko Flavia Pennetta 6–3, 4–6, [10–7]              | Nagyja Petrova Samantha Stosur | Marion Bartoli Justine Henin            | Yanina Wickmayer Agnieszka Radwańska Samantha Stosur Caroline Wozniacki      |

### Április
| Időpont     | Torna | Győztes                                                             | Ellenfél a döntőben                          | Elődöntősök                             | Negyeddöntősök                                                                 |
| ----------- | --- | ------------------------------------------------------------------- | -------------------------------------------- | --------------------------------------- | ------------------------------------------------------------------------------ |
| Április 5.  | MPS Group Championships Ponte Vedra Beach, Egyesült Államok WTA International $220,000 – Salak (zöld) – 32S/32Q/16D | Caroline Wozniacki 6–2, 7–5                                         | Volha Havarcova                              | Jelena Vesznyina Dominika Cibulková     | Anasztaszija Pavljucsenkova Melanie Oudin Aleksandra Wozniak Varvara Lepchenko |
| Április 5.  | MPS Group Championships Ponte Vedra Beach, Egyesült Államok WTA International $220,000 – Salak (zöld) – 32S/32Q/16D | Bethanie Mattek-Sands Jen Ce 4–6, 6–4, [10–8]                       | Csuang Csia-zsung Peng Suaj                  | Jelena Vesznyina Dominika Cibulková     | Anasztaszija Pavljucsenkova Melanie Oudin Aleksandra Wozniak Varvara Lepchenko |
| Április 5.  | Andalucia Tennis Experience Marbella, Spanyolország WTA International $220,000 – Salak – 32S/32Q/16D                | Flavia Pennetta 6–2, 4–6, 6–3                                       | Carla Suárez Navarro                         | María José Martínez Sánchez Sara Errani | Viktorija Azaranka Tatjana Malek Beatriz García Vidagany Simona Halep          |
| Április 5.  | Andalucia Tennis Experience Marbella, Spanyolország WTA International $220,000 – Salak – 32S/32Q/16D                | Sara Errani Roberta Vinci 6–4, 6–2                                  | Marija Kondratyjeva Jaroszlava Svedova       | María José Martínez Sánchez Sara Errani | Viktorija Azaranka Tatjana Malek Beatriz García Vidagany Simona Halep          |
| Április 12. | Family Circle Cup Charleston, Egyesült Államok WTA Premier $700,000 – Salak (zöld) – 56S/32Q/16D                    | Samantha Stosur 6–0, 6–3                                            | Vera Zvonarjova                              | Caroline Wozniacki Daniela Hantuchová   | Nagyja Petrova Melanie Oudin Peng Suaj Jelena Janković                         |
| Április 12. | Family Circle Cup Charleston, Egyesült Államok WTA Premier $700,000 – Salak (zöld) – 56S/32Q/16D                    | Liezel Huber Nagyja Petrova 6–3, 6–4                                | Vania King Michaëlla Krajicek                | Caroline Wozniacki Daniela Hantuchová   | Nagyja Petrova Melanie Oudin Peng Suaj Jelena Janković                         |
| Április 12. | Barcelona Ladies Open Barcelona, Spanyolország WTA International $220,000 – Salak – 32S/32Q/16D                     | Francesca Schiavone 6–1, 6–1                                        | Roberta Vinci                                | Jaroszlava Svedova Alexandra Dulgheru   | Carla Suárez Navarro Iveta Benešová Arantxa Parra Santonja Bacsinszky Tímea    |
| Április 12. | Barcelona Ladies Open Barcelona, Spanyolország WTA International $220,000 – Salak – 32S/32Q/16D                     | Sara Errani Roberta Vinci 6–1, 3–6, [10–2]                          | Bacsinszky Tímea Tathiana Garbin             | Jaroszlava Svedova Alexandra Dulgheru   | Carla Suárez Navarro Iveta Benešová Arantxa Parra Santonja Bacsinszky Tímea    |
| Április 19. | Fed-kupa, elődöntők Róma, Olaszország – Salak Birmingham, Amerikai Egyesült Államok – Kemény (fedett)               | Elődöntők győztesei Olaszország 5–0 · Amerikai Egyesült Államok 3–2 | Elődöntők vesztesei Csehország · Oroszország |                                         |                                                                                |
| Április 26. | Porsche Tennis Grand Prix Stuttgart, Németország WTA Premier $700,000 – Salak (fedett) – 32S/32Q/16D                | Justine Henin 6–4, 2–6, 6–1                                         | Samantha Stosur                              | Anna Lapuscsenkova Sahar Peér           | Lucie Šafářová Li Na Jelena Janković Gyinara Szafina                           |
| Április 26. | Porsche Tennis Grand Prix Stuttgart, Németország WTA Premier $700,000 – Salak (fedett) – 32S/32Q/16D                | Gisela Dulko Flavia Pennetta 3–6, 7–6(3), [10–5]                    | Květa Peschke Katarina Srebotnik             | Anna Lapuscsenkova Sahar Peér           | Lucie Šafářová Li Na Jelena Janković Gyinara Szafina                           |
| Április 26. | Grand Prix de SAR La Princesse Lalla Meryem Fez, Marokkó WTA International $220,000 – Salak – 32S/32Q/16D           | Iveta Benešová 6–4, 6–2                                             | Simona Halep                                 | Alizé Cornet Renata Voráčová            | Anne Keothavong Laura Pous Tió Angelique Kerber Patty Schnyder                 |
| Április 26. | Grand Prix de SAR La Princesse Lalla Meryem Fez, Marokkó WTA International $220,000 – Salak – 32S/32Q/16D           | Iveta Benešová Anabel Medina Garrigues 6–3, 6–1                     | Lucie Hradecká Renata Voráčová               | Alizé Cornet Renata Voráčová            | Anne Keothavong Laura Pous Tió Angelique Kerber Patty Schnyder                 |

### Május
| Időpont             | Torna | Győztes                                               | Ellenfél a döntőben                                | Elődöntősök                         | Negyeddöntősök                                                        |
| ------------------- | --- | ----------------------------------------------------- | -------------------------------------------------- | ----------------------------------- | --------------------------------------------------------------------- |
| Május 3.            | Internazionali BNL d'Italia Róma, Olaszország WTA Premier 5 $2,000,000 – Salak – 56S/32Q/28D                                | María José Martínez Sánchez 7–6(5), 7–5               | Jelena Janković                                    | Serena Williams Ana Ivanović        | Marija Kirilenko Venus Williams Nagyja Petrova Lucie Šafářová         |
| Május 3.            | Internazionali BNL d'Italia Róma, Olaszország WTA Premier 5 $2,000,000 – Salak – 56S/32Q/28D                                | Gisela Dulko Flavia Pennetta 6–4, 6–2                 | Nuria Llagostera Vives María José Martínez Sánchez | Serena Williams Ana Ivanović        | Marija Kirilenko Venus Williams Nagyja Petrova Lucie Šafářová         |
| Május 3.            | Estoril Open Estoril, Portugália WTA International $220,000 – Salak – 32S/32Q/16D                                           | Anastasija Sevastova 6–2, 7–5                         | Arantxa Parra Santonja                             | Peng Suaj Sorana Cîrstea            | Anastasia Rodionova Anabel Medina Garrigues Jarmila Groth Arantxa Rus |
| Május 3.            | Estoril Open Estoril, Portugália WTA International $220,000 – Salak – 32S/32Q/16D                                           | Sorana Cîrstea Anabel Medina Garrigues 6–1, 7–5       | Vitalija Gyjacsenko Aurélie Védy                   | Peng Suaj Sorana Cîrstea            | Anastasia Rodionova Anabel Medina Garrigues Jarmila Groth Arantxa Rus |
| Május 10.           | Mutua Madrileña Madrid Open Madrid, Spanyolország WTA Premier Mandatory $4,500,000 – Salak – 60S/32Q/28D                    | Aravane Rezaï 6–2, 7–5                                | Venus Williams                                     | Lucie Šafářová Sahar Peér           | Nagyja Petrova Jelena Janković Samantha Stosur Li Na                  |
| Május 10.           | Mutua Madrileña Madrid Open Madrid, Spanyolország WTA Premier Mandatory $4,500,000 – Salak – 60S/32Q/28D                    | Serena Williams Venus Williams 6–2, 7–5               | Gisela Dulko Flavia Pennetta                       | Lucie Šafářová Sahar Peér           | Nagyja Petrova Jelena Janković Samantha Stosur Li Na                  |
| Május 17.           | Polsat Warsaw Open Varsó, Lengyelország WTA Premier $600,000 – Salak – 32S/32Q/16D                                          | Alexandra Dulgheru 6–3, 6–4                           | Cseng Csie                                         | Arn Gréta Li Na                     | Caroline Wozniacki Aljona Bondarenko Sara Errani Cvetana Pironkova    |
| Május 17.           | Polsat Warsaw Open Varsó, Lengyelország WTA Premier $600,000 – Salak – 32S/32Q/16D                                          | Virginia Ruano Pascual Meghann Shaughnessy 6–3, 6–4   | Cara Black Jen Ce                                  | Arn Gréta Li Na                     | Caroline Wozniacki Aljona Bondarenko Sara Errani Cvetana Pironkova    |
| Május 17.           | Internationaux de Strasbourg Strasbourg, Franciaország WTA International $220,000 – Salak – 32S/30Q/16D                     | Marija Sarapova 7–5, 6–1                              | Kristina Barrois                                   | Anabel Medina Garrigues Vania King  | Julia Görges Sofia Arvidsson Anastasija Sevastova Anastasia Rodionova |
| Május 17.           | Internationaux de Strasbourg Strasbourg, Franciaország WTA International $220,000 – Salak – 32S/30Q/16D                     | Alizé Cornet Vania King 3–6, 6–4, [10–7]              | Alla Kudrjavceva Anastasia Rodionova               | Anabel Medina Garrigues Vania King  | Julia Görges Sofia Arvidsson Anastasija Sevastova Anastasia Rodionova |
| Május 24. Május 31. | 2010-es Roland Garros Párizs, Franciaország Grand Slam $10,009,638 – Salak – 128S/96Q/64D/32X Egyéni – Páros – Vegyes páros | Francesca Schiavone 6–4, 7–6(2)                       | Samantha Stosur                                    | Jelena Janković Jelena Gyementyjeva | Serena Williams Jaroszlava Svedova Caroline Wozniacki Nagyja Petrova  |
| Május 24. Május 31. | 2010-es Roland Garros Párizs, Franciaország Grand Slam $10,009,638 – Salak – 128S/96Q/64D/32X Egyéni – Páros – Vegyes páros | Serena Williams Venus Williams 6–2, 6–3               | Květa Peschke Katarina Srebotnik                   | Jelena Janković Jelena Gyementyjeva | Serena Williams Jaroszlava Svedova Caroline Wozniacki Nagyja Petrova  |
| Május 24. Május 31. | 2010-es Roland Garros Párizs, Franciaország Grand Slam $10,009,638 – Salak – 128S/96Q/64D/32X Egyéni – Páros – Vegyes páros | Katarina Srebotnik Nenad Zimonjić 4–6, 7–6(5), [11–9] | Jaroszlava Svedova Julian Knowle                   | Jelena Janković Jelena Gyementyjeva | Serena Williams Jaroszlava Svedova Caroline Wozniacki Nagyja Petrova  |

### Június
| Időpont               | Torna | Győztes                                                  | Ellenfél a döntőben                | Elődöntősök                         | Negyeddöntősök                                                                |
| --------------------- | --- | -------------------------------------------------------- | ---------------------------------- | ----------------------------------- | ----------------------------------------------------------------------------- |
| Június 7.             | AEGON Classic Birmingham, Nagy-Britannia WTA International $220,000 – Fű – 56S/32Q/16D                                              | Li Na 7–5, 6–1                                           | Marija Sarapova                    | Aravane Rezaï Alison Riske          | Kaia Kanepi Sara Errani Yanina Wickmayer Szeszil Karatancseva                 |
| Június 7.             | AEGON Classic Birmingham, Nagy-Britannia WTA International $220,000 – Fű – 56S/32Q/16D                                              | Cara Black Lisa Raymond 6–3, 3–2-nél az ellenfél feladta | Liezel Huber Bethanie Mattek-Sands | Aravane Rezaï Alison Riske          | Kaia Kanepi Sara Errani Yanina Wickmayer Szeszil Karatancseva                 |
| Június 14.            | AEGON International Eastbourne, Nagy-Britannia WTA Premier $600,000 – Fű – 32S/32Q/16D                                              | Jekatyerina Makarova 7–6(5), 6–4                         | Viktorija Azaranka                 | Marion Bartoli Samantha Stosur      | María José Martínez Sánchez Kim Clijsters Elena Baltacha Szvetlana Kuznyecova |
| Június 14.            | AEGON International Eastbourne, Nagy-Britannia WTA Premier $600,000 – Fű – 32S/32Q/16D                                              | Lisa Raymond Rennae Stubbs 6–2, 2–6, [13–11]             | Květa Peschke Katarina Srebotnik   | Marion Bartoli Samantha Stosur      | María José Martínez Sánchez Kim Clijsters Elena Baltacha Szvetlana Kuznyecova |
| Június 14.            | UNICEF Open 's-Hertogenbosch, Hollandia WTA International $220,000 – Fű – 32S/16Q/16D                                               | Justine Henin 3–6, 6–3, 6–4                              | Andrea Petković                    | Alexandra Dulgheru Kirsten Flipkens | Kristina Barrois Jaroszlava Svedova Dominika Cibulková Sandra Záhlavová       |
| Június 14.            | UNICEF Open 's-Hertogenbosch, Hollandia WTA International $220,000 – Fű – 32S/16Q/16D                                               | Alla Kudrjavceva Anastasia Rodionova 3–6, 6–3, [10–8]    | Vania King Jaroszlava Svedova      | Alexandra Dulgheru Kirsten Flipkens | Kristina Barrois Jaroszlava Svedova Dominika Cibulková Sandra Záhlavová       |
| Június 21. Június 28. | 2010-es wimbledoni teniszbajnokság London, Nagy-Britannia Grand Slam $9,487,267 – Fű 128S/96Q/64D/48X Egyéni – Páros – Vegyes páros | Serena Williams 6–3, 6–2                                 | Vera Zvonarjova                    | Petra Kvitová Cvetana Pironkova     | Li Na Kaia Kanepi Kim Clijsters Venus Williams                                |
| Június 21. Június 28. | 2010-es wimbledoni teniszbajnokság London, Nagy-Britannia Grand Slam $9,487,267 – Fű 128S/96Q/64D/48X Egyéni – Páros – Vegyes páros | Vania King Jaroszlava Svedova 7–6(6), 6–2                | Jelena Vesznyina Vera Zvonarjova   | Petra Kvitová Cvetana Pironkova     | Li Na Kaia Kanepi Kim Clijsters Venus Williams                                |
| Június 21. Június 28. | 2010-es wimbledoni teniszbajnokság London, Nagy-Britannia Grand Slam $9,487,267 – Fű 128S/96Q/64D/48X Egyéni – Páros – Vegyes páros | Cara Black Lijendar Pedzs 6–4, 7–6(5)                    | Lisa Raymond Wesley Moodie         | Petra Kvitová Cvetana Pironkova     | Li Na Kaia Kanepi Kim Clijsters Venus Williams                                |

### Július
| Időpont    | Torna | Győztes                                                    | Ellenfél a döntőben                        | Elődöntősök                          | Negyeddöntősök                                                                 |
| ---------- | --- | ---------------------------------------------------------- | ------------------------------------------ | ------------------------------------ | ------------------------------------------------------------------------------ |
| Július 5.  | Budapest Grand Prix Budapest, Magyarország WTA International $220,000 – Salak – 32S/32Q/16D Eredmények    | Szávay Ágnes 6–2, 6–4                                      | Patty Schnyder                             | Zuzana Ondrášková Alexandra Dulgheru | Polona Hercog Anabel Medina Garrigues Alizé Cornet Anastasija Sevastova        |
| Július 5.  | Budapest Grand Prix Budapest, Magyarország WTA International $220,000 – Salak – 32S/32Q/16D Eredmények    | Bacsinszky Tímea Tathiana Garbin 6–3, 6–3                  | Sorana Cîrstea Anabel Medina Garrigues     | Zuzana Ondrášková Alexandra Dulgheru | Polona Hercog Anabel Medina Garrigues Alizé Cornet Anastasija Sevastova        |
| Július 5.  | Collector Swedish Open Båstad, Svédország WTA International $220,000 – Salak – 32S/32Q/16D                | Aravane Rezaï 6–3, 4–6, 6–4                                | Gisela Dulko                               | Flavia Pennetta Lucie Šafářová       | Jill Craybas Ana Vrljić Barbora Záhlavová-Strýcová Arantxa Parra Santonja      |
| Július 5.  | Collector Swedish Open Båstad, Svédország WTA International $220,000 – Salak – 32S/32Q/16D                | Gisela Dulko Flavia Pennetta 7–6(0), 6–0                   | Renata Voráčová Barbora Záhlavová-Strýcová | Flavia Pennetta Lucie Šafářová       | Jill Craybas Ana Vrljić Barbora Záhlavová-Strýcová Arantxa Parra Santonja      |
| Július 12. | Internazionali Femminili di Palermo Palermo, Olaszország WTA International $220,000 – Salak – 32S/32Q/16D | Kaia Kanepi 6–4, 6–3                                       | Flavia Pennetta                            | Julia Görges Romina Oprandi          | Nuria Llagostera Vives Jill Craybas Sara Errani Aravane Rezaï                  |
| Július 12. | Internazionali Femminili di Palermo Palermo, Olaszország WTA International $220,000 – Salak – 32S/32Q/16D | Alberta Brianti Sara Errani 6–4, 6–1                       | Jill Craybas Julia Görges                  | Julia Görges Romina Oprandi          | Nuria Llagostera Vives Jill Craybas Sara Errani Aravane Rezaï                  |
| Július 12. | ECM Prague Open Prága, Csehország WTA International $220,000 – Salak – 32S/32Q/16D                        | Szávay Ágnes 6–2, 1–6, 6–2                                 | Barbora Záhlavová-Strýcová                 | Patty Schnyder Lucie Hradecká        | Johanna Larsson Ana Tatisvili Anabel Medina Garrigues Polona Hercog            |
| Július 12. | ECM Prague Open Prága, Csehország WTA International $220,000 – Salak – 32S/32Q/16D                        | Bacsinszky Tímea Tathiana Garbin 7–5, 7–6(4)               | Monica Niculescu Szávay Ágnes              | Patty Schnyder Lucie Hradecká        | Johanna Larsson Ana Tatisvili Anabel Medina Garrigues Polona Hercog            |
| Július 19. | Banka Koper Slovenia Open Portorož, Szlovénia WTA International $220,000 – Kemény – 32S/32Q/16D           | Anna Csakvetadze 6–1, 6–2                                  | Johanna Larsson                            | Kszenyija Pervak Polona Hercog       | Nasztasszja Jakimava Anasztaszija Pavljucsenkova Vera Dusevina Stefanie Vögele |
| Július 19. | Banka Koper Slovenia Open Portorož, Szlovénia WTA International $220,000 – Kemény – 32S/32Q/16D           | Marija Kondratyjeva Vladimíra Uhlířová 6–4, 2–6, [10–7]    | Anna Csakvetadze Marina Erakovic           | Kszenyija Pervak Polona Hercog       | Nasztasszja Jakimava Anasztaszija Pavljucsenkova Vera Dusevina Stefanie Vögele |
| Július 19. | Nürnberger Gastein Ladies Bad Gastein, Ausztria WTA International $220,000 – Salak – 32S/32Q/16D          | Julia Görges 6–1, 6–4                                      | Bacsinszky Tímea                           | Alizé Cornet Yvonne Meusburger       | Patricia Mayr Anasztaszija Pivovarova Anastasija Sevastova Sandra Záhlavová    |
| Július 19. | Nürnberger Gastein Ladies Bad Gastein, Ausztria WTA International $220,000 – Salak – 32S/32Q/16D          | Lucie Hradecká Anabel Medina Garrigues 6–7(2), 6–1, [10–5] | Bacsinszky Tímea Tathiana Garbin           | Alizé Cornet Yvonne Meusburger       | Patricia Mayr Anasztaszija Pivovarova Anastasija Sevastova Sandra Záhlavová    |
| Július 26. | Bank of the West Classic Stanford, Egyesült Államok WTA Premier $700,000 – Kemény – 30S/32Q/16D           | Viktorija Azaranka 6–4, 6–1                                | Marija Sarapova                            | Samantha Stosur Agnieszka Radwańska  | Yanina Wickmayer Marion Bartoli Marija Kirilenko Jelena Gyementyjeva           |
| Július 26. | Bank of the West Classic Stanford, Egyesült Államok WTA Premier $700,000 – Kemény – 30S/32Q/16D           | Lindsay Davenport Liezel Huber 7–5, 6–7(8), [10–8]         | Csan Jung-zsan Cseng Csie                  | Samantha Stosur Agnieszka Radwańska  | Yanina Wickmayer Marion Bartoli Marija Kirilenko Jelena Gyementyjeva           |
| Július 26. | Istanbul Cup Isztambul, Törökország WTA International $220,000 – Kemény – 32S/32Q/16D                     | Anasztaszija Pavljucsenkova 5–7, 7–5, 6–4                  | Jelena Vesznyina                           | Andrea Petković Jarmila Groth        | Elena Baltacha Anastasia Rodionova Sorana Cîrstea Vera Dusevina                |
| Július 26. | Istanbul Cup Isztambul, Törökország WTA International $220,000 – Kemény – 32S/32Q/16D                     | Eléni Danjilídu Jasmin Wöhr 6–4, 1–6, [11–9]               | Marija Kondratyjeva Vladimíra Uhlířová     | Andrea Petković Jarmila Groth        | Elena Baltacha Anastasia Rodionova Sorana Cîrstea Vera Dusevina                |

### Augusztus
| Időpont                     | Torna | Győztes                                            | Ellenfél a döntőben                       | Elődöntősök                              | Negyeddöntősök                                                     |
| --------------------------- | --- | -------------------------------------------------- | ----------------------------------------- | ---------------------------------------- | ------------------------------------------------------------------ |
| Augusztus 2.                | Mercury Insurance Open San Diego, Egyesült Államok WTA Premier $700,000 – Kemény – 30S/32Q/16D                            | Szvetlana Kuznyecova 6–4, 6–7(7), 6–3              | Agnieszka Radwańska                       | Daniela Hantuchová Flavia Pennetta       | Alisza Klejbanova Sahar Peér Coco Vandeweghe Samantha Stosur       |
| Augusztus 2.                | Mercury Insurance Open San Diego, Egyesült Államok WTA Premier $700,000 – Kemény – 30S/32Q/16D                            | Marija Kirilenko Cseng Csie 6–4, 6–4               | Lisa Raymond Rennae Stubbs                | Daniela Hantuchová Flavia Pennetta       | Alisza Klejbanova Sahar Peér Coco Vandeweghe Samantha Stosur       |
| Augusztus 2.                | e-Boks Sony Ericsson Open Koppenhága, Dánia WTA International $220,000 – Carpet (fedett) – 32S/32Q/16D                    | Caroline Wozniacki 6–2, 7–6(5)                     | Klára Zakopalová                          | Anna Csakvetadze Li Na                   | Julia Görges Polona Hercog Sorana Cîrstea Angelique Kerber         |
| Augusztus 2.                | e-Boks Sony Ericsson Open Koppenhága, Dánia WTA International $220,000 – Carpet (fedett) – 32S/32Q/16D                    | Julia Görges Anna-Lena Grönefeld 6–4, 6–4          | Vitalija Gyjacsenko Taccjana Pucsak       | Anna Csakvetadze Li Na                   | Julia Görges Polona Hercog Sorana Cîrstea Angelique Kerber         |
| Augusztus 9.                | W&S Financial Group Women's Open Cincinnati, Egyesült Államok WTA Premier 5 $2,000,000 – Kemény – 56S/48Q/28D             | Kim Clijsters 2–6, 7–6(4), 6–2                     | Marija Sarapova                           | Ana Ivanović Anasztaszija Pavljucsenkova | Akgul Amanmuradova Flavia Pennetta Yanina Wickmayer Marion Bartoli |
| Augusztus 9.                | W&S Financial Group Women's Open Cincinnati, Egyesült Államok WTA Premier 5 $2,000,000 – Kemény – 56S/48Q/28D             | Viktorija Azaranka Marija Kirilenko 7–6(4), 7–6(8) | Lisa Raymond Rennae Stubbs                | Ana Ivanović Anasztaszija Pavljucsenkova | Akgul Amanmuradova Flavia Pennetta Yanina Wickmayer Marion Bartoli |
| Augusztus 16.               | Rogers Cup Montréal, Kanada WTA Premier 5 $2,000,000 – Kemény – 56S/32Q/28D                                               | Caroline Wozniacki 6–3, 6–2                        | Vera Zvonarjova                           | Viktorija Azaranka Szvetlana Kuznyecova  | Marion Bartoli Kim Clijsters Cseng Csie Francesca Schiavone        |
| Augusztus 16.               | Rogers Cup Montréal, Kanada WTA Premier 5 $2,000,000 – Kemény – 56S/32Q/28D                                               | Gisela Dulko Flavia Pennetta 7–5, 3–6, [12–10]     | Květa Peschke Katarina Srebotnik          | Viktorija Azaranka Szvetlana Kuznyecova  | Marion Bartoli Kim Clijsters Cseng Csie Francesca Schiavone        |
| Augusztus 23.               | Pilot Pen Tennis New Haven, Egyesült Államok WTA Premier $600,000 – Kemény – 30S/32Q/16D                                  | Caroline Wozniacki 6–3, 3–6, 6–3                   | Nagyja Petrova                            | Jelena Gyementyjeva Marija Kirilenko     | Flavia Pennetta Marion Bartoli Gyinara Szafina Samantha Stosur     |
| Augusztus 23.               | Pilot Pen Tennis New Haven, Egyesült Államok WTA Premier $600,000 – Kemény – 30S/32Q/16D                                  | Květa Peschke Katarina Srebotnik 7–5, 6–0          | Bethanie Mattek-Sands Meghann Shaughnessy | Jelena Gyementyjeva Marija Kirilenko     | Flavia Pennetta Marion Bartoli Gyinara Szafina Samantha Stosur     |
| Augusztus 30. Szeptember 6. | 2010-es US Open New York, Egyesült Államok Grand Slam $9,756,000 – Kemény 128S/128Q/64D/32X Egyéni – Páros – Vegyes páros | Kim Clijsters 6–2, 6–1                             | Vera Zvonarjova                           | Caroline Wozniacki Venus Williams        | Dominika Cibulková Kaia Kanepi Francesca Schiavone Samantha Stosur |
| Augusztus 30. Szeptember 6. | 2010-es US Open New York, Egyesült Államok Grand Slam $9,756,000 – Kemény 128S/128Q/64D/32X Egyéni – Páros – Vegyes páros | Vania King Jaroszlava Svedova 2–6, 6–4, 7–6(4)     | Liezel Huber Nagyja Petrova               | Caroline Wozniacki Venus Williams        | Dominika Cibulková Kaia Kanepi Francesca Schiavone Samantha Stosur |
| Augusztus 30. Szeptember 6. | 2010-es US Open New York, Egyesült Államok Grand Slam $9,756,000 – Kemény 128S/128Q/64D/32X Egyéni – Páros – Vegyes páros | Liezel Huber Bob Bryan 6–4, 6–4                    | Květa Peschke Iszámul-Hak Kuraisi         | Caroline Wozniacki Venus Williams        | Dominika Cibulková Kaia Kanepi Francesca Schiavone Samantha Stosur |

### Szeptember
| Időpont        | Torna                                                                                               | Győztes                                                    | Ellenfél a döntőben                              | Elődöntősök                            | Negyeddöntősök                                                       |
| -------------- | --------------------------------------------------------------------------------------------------- | ---------------------------------------------------------- | ------------------------------------------------ | -------------------------------------- | -------------------------------------------------------------------- |
| Szeptember 13. | Guangzhou International Women’s Open Kanton, Kína WTA International $220,000 – Kemény – 32S/32Q/16D | Jarmila Groth 6–1, 6–4                                     | Alla Kudrjavceva                                 | Gallovits Edina Csang Suaj             | Maria Jelena Camerin Han Hszin-jün Szánija Mirza Kszenyija Pervak    |
| Szeptember 13. | Guangzhou International Women’s Open Kanton, Kína WTA International $220,000 – Kemény – 32S/32Q/16D | Gallovits Edina Szánija Mirza 7–5, 6–3                     | Han Hszin-jün Liu Van-ting                       | Gallovits Edina Csang Suaj             | Maria Jelena Camerin Han Hszin-jün Szánija Mirza Kszenyija Pervak    |
| Szeptember 13. | Bell Challenge Québec, Kanada WTA International $220,000 – Szőnyeg (fedett) – 32S/32Q/16D           | Tamira Paszek 7–6(6), 2–6, 7–5                             | Bethanie Mattek-Sands                            | Lucie Šafářová Christina McHale        | Rebecca Marino Melanie Oudin Alexa Glatch Sofia Arvidsson            |
| Szeptember 13. | Bell Challenge Québec, Kanada WTA International $220,000 – Szőnyeg (fedett) – 32S/32Q/16D           | Sofia Arvidsson Johanna Larsson 6–1, 2–6, [10–6]           | Bethanie Mattek-Sands Barbora Záhlavová-Strýcová | Lucie Šafářová Christina McHale        | Rebecca Marino Melanie Oudin Alexa Glatch Sofia Arvidsson            |
| Szeptember 20. | Hansol Korea Open Szöul, Dél-Korea WTA International $220,000 – Kemény – 32S/32Q/16D                | Alisza Klejbanova 6–1, 6–3                                 | Klára Zakopalová                                 | Nagyja Petrova Szávay Ágnes            | Kirsten Flipkens Gyinara Szafina Jekatyerina Makarova Date Kimiko    |
| Szeptember 20. | Hansol Korea Open Szöul, Dél-Korea WTA International $220,000 – Kemény – 32S/32Q/16D                | Julia Görges Polona Hercog 6–3, 6–4                        | Natalie Grandin Vladimíra Uhlířová               | Nagyja Petrova Szávay Ágnes            | Kirsten Flipkens Gyinara Szafina Jekatyerina Makarova Date Kimiko    |
| Szeptember 20. | Tashkent Open Taskent, Üzbegisztán WTA International $220,000 – Kemény – 32S/32Q/16D                | Alla Kudrjavceva 6–4, 6–4                                  | Jelena Vesznyina                                 | Monica Niculescu Jevgenyija Rogyina    | Alexandra Dulgheru Darja Kusztava Stefanie Vögele Akgul Amanmuradova |
| Szeptember 20. | Tashkent Open Taskent, Üzbegisztán WTA International $220,000 – Kemény – 32S/32Q/16D                | Alekszandra Panova Taccjana Pucsak 6–3, 6–4                | Alexandra Dulgheru Magdaléna Rybáriková          | Monica Niculescu Jevgenyija Rogyina    | Alexandra Dulgheru Darja Kusztava Stefanie Vögele Akgul Amanmuradova |
| Szeptember 27. | Toray Pan Pacific Open Tokió, Japán WTA Premier 5 $2,000,000 – Kemény – 56S/32Q/16D                 | Caroline Wozniacki 1–6, 6–2, 6–3                           | Jelena Gyementyjeva                              | Viktorija Azaranka Francesca Schiavone | Agnieszka Radwańska Coco Vandeweghe Kaia Kanepi Vera Zvonarjova      |
| Szeptember 27. | Toray Pan Pacific Open Tokió, Japán WTA Premier 5 $2,000,000 – Kemény – 56S/32Q/16D                 | Iveta Benešová Barbora Záhlavová-Strýcová 6–4, 4–6, [10–8] | Sahar Peér Peng Suaj                             | Viktorija Azaranka Francesca Schiavone | Agnieszka Radwańska Coco Vandeweghe Kaia Kanepi Vera Zvonarjova      |

### Október
| Időpont     | Torna                                                                                                | Győztes                                                | Ellenfél a döntőben                       | Elődöntősök                               | Negyeddöntősök                                                                                  |
| ----------- | --- | ------------------------------------------------------ | ----------------------------------------- | ----------------------------------------- | ----------------------------------------------------------------------------------------------- |
| Október 4.  | China Open Peking, Kína WTA Premier Mandatory $4,500,000 – Kemény – 56S/32Q/28D                      | Caroline Wozniacki 6–3, 3–6, 6–3                       | Vera Zvonarjova                           | Sahar Peér Li Na                          | Ana Ivanović Bacsinszky Tímea Anastasija Sevastova Francesca Schiavone                          |
| Október 4.  | China Open Peking, Kína WTA Premier Mandatory $4,500,000 – Kemény – 56S/32Q/28D                      | Csuang Csia-zsung Volha Havarcova 7–6(2), 1–6, [10–7]  | Gisela Dulko Flavia Pennetta              | Sahar Peér Li Na                          | Ana Ivanović Bacsinszky Tímea Anastasija Sevastova Francesca Schiavone                          |
| Október 11. | Generali Ladies Linz Linz, Ausztria WTA International $220,000 – Kemény (fedett) – 32S/32Q/16D       | Ana Ivanović 6–1, 6–2                                  | Patty Schnyder                            | Roberta Vinci Andrea Petković             | Sara Errani Julia Görges Eléni Danjilídu Daniela Hantuchová                                     |
| Október 11. | Generali Ladies Linz Linz, Ausztria WTA International $220,000 – Kemény (fedett) – 32S/32Q/16D       | Renata Voráčová Barbora Záhlavová-Strýcová 7–5, 7–6(6) | Květa Peschke Katarina Srebotnik          | Roberta Vinci Andrea Petković             | Sara Errani Julia Görges Eléni Danjilídu Daniela Hantuchová                                     |
| Október 11. | HP Open Oszaka, Japán WTA International $220,000 – Kemény – 32S/32Q/16D                              | Tamarine Tanasugarn 7–5, 6–7(4), 6–1                   | Date Kimiko                               | Sahar Peér Marion Bartoli                 | Samantha Stosur Iveta Benešová Csang Kaj-csen Jill Craybas                                      |
| Október 11. | HP Open Oszaka, Japán WTA International $220,000 – Kemény – 32S/32Q/16D                              | Csang Kaj-csen Lilia Osterloh 6–0, 6–3                 | Aojama Súko Fudzsivara Rika               | Sahar Peér Marion Bartoli                 | Samantha Stosur Iveta Benešová Csang Kaj-csen Jill Craybas                                      |
| Október 18. | Kremlin Cup Moszkva, Oroszország WTA Premier $1,000,000 – Kemény (fedett) – 30S/32Q/16D              | Viktorija Azaranka 6–3, 6–4                            | Marija Kirilenko                          | Vera Dusevina María José Martínez Sánchez | Zarina Dias Anna Csakvetadze Dominika Cibulková Alisza Klejbanova                               |
| Október 18. | Kremlin Cup Moszkva, Oroszország WTA Premier $1,000,000 – Kemény (fedett) – 30S/32Q/16D              | Gisela Dulko Flavia Pennetta 6–3, 2–6, [10–6]          | Sara Errani María José Martínez Sánchez   | Vera Dusevina María José Martínez Sánchez | Zarina Dias Anna Csakvetadze Dominika Cibulková Alisza Klejbanova                               |
| Október 18. | BGL Luxembourg Open Luxembourg, Luxemburg WTA International $220,000 – Kemény (fedett) – 32S/32Q/16D | Roberta Vinci 6–3, 6–4                                 | Julia Görges                              | Angelique Kerber Anne Keothavong          | Polona Hercog Ana Ivanović Iveta Benešová Kirsten Flipkens                                      |
| Október 18. | BGL Luxembourg Open Luxembourg, Luxemburg WTA International $220,000 – Kemény (fedett) – 32S/32Q/16D | Bacsinszky Tímea Tathiana Garbin 6–4, 6–4              | Iveta Benešová Barbora Záhlavová-Strýcová | Angelique Kerber Anne Keothavong          | Polona Hercog Ana Ivanović Iveta Benešová Kirsten Flipkens                                      |
| Október 25. | WTA Tour Championships Doha, Katar $4,550,000 – Kemény – 8 egyéni játékos, 4 páros                   | Kim Clijsters 6–3, 5–7, 6–3                            | Caroline Wozniacki                        | Samantha Stosur Vera Zvonarjova           | Csoportkörben kiesők Francesca Schiavone Jelena Gyementyjeva Jelena Janković Viktorija Azaranka |
| Október 25. | WTA Tour Championships Doha, Katar $4,550,000 – Kemény – 8 egyéni játékos, 4 páros                   | Gisela Dulko Flavia Pennetta 7–5, 6–4                  | Květa Peschke Katarina Srebotnik          | Samantha Stosur Vera Zvonarjova           | Csoportkörben kiesők Francesca Schiavone Jelena Gyementyjeva Jelena Janković Viktorija Azaranka |

### November
| Időpont     | Torna                                                                     | Győztes                  | Ellenfél a döntőben | Elődöntősök                                                    | Negyeddöntősök                                                   |
| ----------- | ------------------------------------------------------------------------- | ------------------------ | ------------------- | -------------------------------------------------------------- | ---------------------------------------------------------------- |
| November 1. | WTA Tournament of Champions Bali, Indonézia $600,000 – Kemény – 8 játékos | Ana Ivanović 6–2, 7–6(5) | Alisza Klejbanova   | Harmadik helyért vívott mérkőzés győztese Date Kimiko 7–5, 7–5 | Li Na Anasztaszija Pavljucsenkova Yanina Wickmayer Aravane Rezaï |
| November 1. | WTA Tournament of Champions Bali, Indonézia $600,000 – Kemény – 8 játékos | Ana Ivanović 6–2, 7–6(5) | Alisza Klejbanova   | Harmadik helyért vívott mérkőzés vesztese Daniela Hantuchová   | Li Na Anasztaszija Pavljucsenkova Yanina Wickmayer Aravane Rezaï |
| November 1. | Fed-kupa, döntő San Diego, Egyesült Államok – Kemény (fedett)             | Olaszország · 3–1        | Egyesült Államok    |                                                                |                                                                  |

## Játékosok szerint
| Összes győzelem | Játékos                     | Grand Slam- tornák | Grand Slam- tornák | Grand Slam- tornák | Év végi tornák | Év végi tornák | Premier tornák | Premier tornák | International tornák | International tornák | Győzelmek száma | Győzelmek száma | Győzelmek száma |
| Összes győzelem | Játékos                     | Egyéni             | Páros              | Vegyes             | Egyéni         | Páros          | Egyéni         | Páros          | Egyéni               | Páros                | Egyéni          | Páros           | Vegyes          |
| --------------- | --------------------------- | ------------------ | ------------------ | ------------------ | -------------- | -------------- | -------------- | -------------- | -------------------- | -------------------- | --------------- | --------------- | --------------- |
| 8               | Flavia Pennetta             |                    |                    |                    |                | 1              |                | 5              | 1                    | 1                    | 1               | 7               |                 |
| 8               | Gisela Dulko                |                    |                    |                    |                | 1              |                | 5              |                      | 2                    |                 | 8               |                 |
| 6               | Caroline Wozniacki          |                    |                    |                    |                |                | 4              |                | 2                    |                      | 6               |                 |                 |
| 5               | Serena Williams             | 2                  | 2                  |                    |                |                |                | 1              |                      |                      | 2               | 3               |                 |
| 5               | Venus Williams              |                    | 2                  |                    |                |                | 1              | 1              | 1                    |                      | 2               | 3               |                 |
| 5               | Cara Black                  |                    |                    | 2                  |                |                |                | 1              |                      | 2                    |                 | 3               | 2               |
| 5               | Kim Clijsters               | 1                  |                    |                    | 1              |                | 2              |                | 1                    |                      | 5               |                 |                 |
| 5               | Liezel Huber                |                    |                    | 1                  |                |                |                | 3              |                      | 1                    |                 | 4               | 1               |
| 5               | Iveta Benešová              |                    |                    |                    |                |                |                | 2              | 1                    | 2                    | 1               | 4               |                 |
| 5               | Barbora Záhlavová-Strýcová  |                    |                    |                    |                |                |                | 2              |                      | 3                    |                 | 5               |                 |
| 4               | Vania King                  |                    | 2                  |                    |                |                |                |                |                      | 2                    |                 | 4               |                 |
| 3               | Katarina Srebotnik          |                    |                    | 1                  |                |                |                | 2              |                      |                      |                 | 2               | 1               |
| 3               | Viktorija Azaranka          |                    |                    |                    |                |                | 2              | 1              |                      |                      | 2               | 1               |                 |
| 3               | Květa Peschke               |                    |                    |                    |                |                |                | 2              |                      | 1                    |                 | 3               |                 |
| 3               | Julia Görges                |                    |                    |                    |                |                |                |                | 1                    | 2                    | 1               | 2               |                 |
| 3               | Roberta Vinci               |                    |                    |                    |                |                |                |                | 1                    | 2                    | 1               | 2               |                 |
| 3               | Bacsinszky Tímea            |                    |                    |                    |                |                |                |                |                      | 3                    |                 | 3               |                 |
| 3               | Sara Errani                 |                    |                    |                    |                |                |                |                |                      | 3                    |                 | 3               |                 |
| 3               | Tathiana Garbin             |                    |                    |                    |                |                |                |                |                      | 3                    |                 | 3               |                 |
| 3               | Anabel Medina Garrigues     |                    |                    |                    |                |                |                |                |                      | 3                    |                 | 3               |                 |
| 2               | Jaroszlava Svedova          |                    | 2                  |                    |                |                |                |                |                      |                      |                 | 2               |                 |
| 2               | Francesca Schiavone         | 1                  |                    |                    |                |                |                |                | 1                    |                      | 2               |                 |                 |
| 2               | Ana Ivanović                |                    |                    |                    | 1              |                |                |                | 1                    |                      | 2               |                 |                 |
| 2               | Jelena Gyementyjeva         |                    |                    |                    |                |                | 2              |                |                      |                      | 2               |                 |                 |
| 2               | María José Martínez Sánchez |                    |                    |                    |                |                | 1              | 1              |                      |                      | 1               | 1               |                 |
| 2               | Justine Henin               |                    |                    |                    |                |                | 1              |                | 1                    |                      | 2               |                 |                 |
| 2               | Aravane Rezaï               |                    |                    |                    |                |                | 1              |                | 1                    |                      | 2               |                 |                 |
| 2               | Marija Kirilenko            |                    |                    |                    |                |                |                | 2              |                      |                      |                 | 2               |                 |
| 2               | Lisa Raymond                |                    |                    |                    |                |                |                | 1              |                      | 1                    |                 | 2               |                 |
| 2               | Cseng Csie                  |                    |                    |                    |                |                |                | 1              |                      | 1                    |                 | 2               |                 |
| 2               | Csuang Csia-zsung           |                    |                    |                    |                |                |                | 1              |                      | 1                    |                 | 2               |                 |
| 2               | Alisza Klejbanova           |                    |                    |                    |                |                |                |                | 2                    |                      | 2               |                 |                 |
| 2               | Anasztaszija Pavljucsenkova |                    |                    |                    |                |                |                |                | 2                    |                      | 2               |                 |                 |
| 2               | Marija Sarapova             |                    |                    |                    |                |                |                |                | 2                    |                      | 2               |                 |                 |
| 2               | Szávay Ágnes                |                    |                    |                    |                |                |                |                | 2                    |                      | 2               |                 |                 |
| 2               | Alla Kudrjavceva            |                    |                    |                    |                |                |                |                | 1                    | 1                    | 1               | 1               |                 |
| 2               | Tamarine Tanasugarn         |                    |                    |                    |                |                |                |                | 1                    | 1                    | 1               | 1               |                 |
| 2               | Gallovits Edina             |                    |                    |                    |                |                |                |                |                      | 2                    |                 | 2               |                 |
| 2               | Polona Hercog               |                    |                    |                    |                |                |                |                |                      | 2                    |                 | 2               |                 |
| 2               | Lucie Hradecká              |                    |                    |                    |                |                |                |                |                      | 2                    |                 | 2               |                 |
| 1               | Alexandra Dulgheru          |                    |                    |                    |                |                | 1              |                |                      |                      | 1               |                 |                 |
| 1               | Jelena Janković             |                    |                    |                    |                |                | 1              |                |                      |                      | 1               |                 |                 |
| 1               | Szvetlana Kuznyecova        |                    |                    |                    |                |                | 1              |                |                      |                      | 1               |                 |                 |
| 1               | Jekatyerina Makarova        |                    |                    |                    |                |                | 1              |                |                      |                      | 1               |                 |                 |
| 1               | Samantha Stosur             |                    |                    |                    |                |                | 1              |                |                      |                      | 1               |                 |                 |
| 1               | Lindsay Davenport           |                    |                    |                    |                |                |                | 1              |                      |                      |                 | 1               |                 |
| 1               | Volha Havarcova             |                    |                    |                    |                |                |                | 1              |                      |                      |                 | 1               |                 |
| 1               | Nuria Llagostera Vives      |                    |                    |                    |                |                |                | 1              |                      |                      |                 | 1               |                 |
| 1               | Nagyja Petrova              |                    |                    |                    |                |                |                | 1              |                      |                      |                 | 1               |                 |
| 1               | Virginia Ruano Pascual      |                    |                    |                    |                |                |                | 1              |                      |                      |                 | 1               |                 |
| 1               | Meghann Shaughnessy         |                    |                    |                    |                |                |                | 1              |                      |                      |                 | 1               |                 |
| 1               | Rennae Stubbs               |                    |                    |                    |                |                |                | 1              |                      |                      |                 | 1               |                 |
| 1               | Aljona Bondarenko           |                    |                    |                    |                |                |                |                | 1                    |                      | 1               |                 |                 |
| 1               | Anna Csakvetadze            |                    |                    |                    |                |                |                |                | 1                    |                      | 1               |                 |                 |
| 1               | Mariana Duque Mariño        |                    |                    |                    |                |                |                |                | 1                    |                      | 1               |                 |                 |
| 1               | Jarmila Groth               |                    |                    |                    |                |                |                |                | 1                    |                      | 1               |                 |                 |
| 1               | Kaia Kanepi                 |                    |                    |                    |                |                |                |                | 1                    |                      | 1               |                 |                 |
| 1               | Li Na                       |                    |                    |                    |                |                |                |                | 1                    |                      | 1               |                 |                 |
| 1               | Tamira Paszek               |                    |                    |                    |                |                |                |                | 1                    |                      | 1               |                 |                 |
| 1               | Anastasija Sevastova        |                    |                    |                    |                |                |                |                | 1                    |                      | 1               |                 |                 |
| 1               | Yanina Wickmayer            |                    |                    |                    |                |                |                |                | 1                    |                      | 1               |                 |                 |
| 1               | Vera Zvonarjova             |                    |                    |                    |                |                |                |                | 1                    |                      | 1               |                 |                 |
| 1               | Sofia Arvidsson             |                    |                    |                    |                |                |                |                |                      | 1                    |                 | 1               |                 |
| 1               | Alberta Brianti             |                    |                    |                    |                |                |                |                |                      | 1                    |                 | 1               |                 |
| 1               | Csan Jung-zsan              |                    |                    |                    |                |                |                |                |                      | 1                    |                 | 1               |                 |
| 1               | Csang Kaj-csen              |                    |                    |                    |                |                |                |                |                      | 1                    |                 | 1               |                 |
| 1               | Sorana Cîrstea              |                    |                    |                    |                |                |                |                |                      | 1                    |                 | 1               |                 |
| 1               | Alizé Cornet                |                    |                    |                    |                |                |                |                |                      | 1                    |                 | 1               |                 |
| 1               | Eléni Danjilídu             |                    |                    |                    |                |                |                |                |                      | 1                    |                 | 1               |                 |
| 1               | Marina Erakovic             |                    |                    |                    |                |                |                |                |                      | 1                    |                 | 1               |                 |
| 1               | Anna-Lena Grönefeld         |                    |                    |                    |                |                |                |                |                      | 1                    |                 | 1               |                 |
| 1               | Andrea Hlaváčková           |                    |                    |                    |                |                |                |                |                      | 1                    |                 | 1               |                 |
| 1               | Marija Kondratyjeva         |                    |                    |                    |                |                |                |                |                      | 1                    |                 | 1               |                 |
| 1               | Michaëlla Krajicek          |                    |                    |                    |                |                |                |                |                      | 1                    |                 | 1               |                 |
| 1               | Johanna Larsson             |                    |                    |                    |                |                |                |                |                      | 1                    |                 | 1               |                 |
| 1               | Bethanie Mattek-Sands       |                    |                    |                    |                |                |                |                |                      | 1                    |                 | 1               |                 |
| 1               | Szánija Mirza               |                    |                    |                    |                |                |                |                |                      | 1                    |                 | 1               |                 |
| 1               | Lilia Osterloh              |                    |                    |                    |                |                |                |                |                      | 1                    |                 | 1               |                 |
| 1               | Alekszandra Panova          |                    |                    |                    |                |                |                |                |                      | 1                    |                 | 1               |                 |
| 1               | Taccjana Pucsak             |                    |                    |                    |                |                |                |                |                      | 1                    |                 | 1               |                 |
| 1               | Anastasia Rodionova         |                    |                    |                    |                |                |                |                |                      | 1                    |                 | 1               |                 |
| 1               | Vladimíra Uhlířová          |                    |                    |                    |                |                |                |                |                      | 1                    |                 | 1               |                 |
| 1               | Renata Voráčová             |                    |                    |                    |                |                |                |                |                      | 1                    |                 | 1               |                 |
| 1               | Jasmin Wöhr                 |                    |                    |                    |                |                |                |                |                      | 1                    |                 | 1               |                 |
| 1               | Jen Ce                      |                    |                    |                    |                |                |                |                |                      | 1                    |                 | 1               |                 |